# تیم ملی فوتبال زیر ۲۱ سال ارمنستان
تیم ملی فوتبال زیر ۲۱ سال ارمنستان (انگلیسی: Armenia national under-21 football team) یا تیم ملی فوتبال جوانان ارمنستان، نماینده کشور ارمنستان در مسابقات فوتبال جوانان اروپا و جهان است که زیر نظر فدراسیون فوتبال ارمنستان فعالیت می‌کند.

## آمار جام ملت‌های اروپا فوتبال زیر ۲۱ سال
- ۱۹۷۸ - ۱۹۹۱: بخشی از اتحاد جماهیر شوروی سوسیالیستی
- ۱۹۹۲ - ۱۹۹۴: شرکت نکرد
- ۱۹۹۶: ۶ام از ۶ در گروه مقدماتی.
- ۱۹۹۸: ۵ام از ۵ در گروه مقدماتی.
- ۲۰۰۰: ۵ام از ۵ در گروه مقدماتی.
- ۲۰۰۲: ۵ام از ۶ در گروه مقدماتی.
- ۲۰۰۴: ۵ام از ۵ در گروه مقدماتی.
- ۲۰۰۶: ۶ام از ۶ در گروه مقدماتی.
- ۲۰۰۷: ۲ام از ۳ در گروه مقدماتی.
- ۲۰۰۹: ۴ام از ۵ در گروه مقدماتی.
- ۲۰۱۱: ۴ام از ۶ در گروه مقدماتی.
- ۲۰۱۳: ۲ام از ۵ در گروه مقدماتی.
- ۲۰۱۵: ۴ام از ۵ در گروه مقدماتی.
- ۲۰۱۷: ۶ام از ۶ در گروه مقدماتی.
- ۲۰۱۹: ۴ام از ۶ در گروه مقدماتی.

## بازیکنان

### ترکیب کنونی
- Armenian U-21 team will start the training camp on October 8. In the framework of Euro-2025, Armenian U-21 team will play in Armenia.[۱]
- Match dates: October 13 and 17, 2023
- Opposition: Romania and Switzerland
- Caps and goals correct as of: ۱۲ سپتامبر ۲۰۲۳, پس از بازی مقابل  مونته‌نگرو

| ش. | پست       | بازیکن                              | ت‌ت (سن)                  | بازی | گل | باشگاه                            |
| -- | --------- | ----------------------------------- | ------------------------ | ---- | -- | --------------------------------- |
| 1  | دروازه‌بان | Gor Martinyan                       | ۲۳ ژوئن ۲۰۰۴ ‏(۲۰ سال)    | 3    | 0  | بی‌کی‌ام‌ای ایروان                   |
|    | دروازه‌بان | Sergey Mikaelyan                    | ۲۱ ژوئیهٔ ۲۰۰۲ ‏(۲۲ سال)   | 0    | 0  | باشگاه فوتبال پیونیک              |
| 12 | دروازه‌بان | Arman Harutyunyan                   | ۵ مارس ۲۰۰۲ ‏(۲۳ سال)     | 0    | 0  | باشگاه فوتبال آرارات ایروان       |
|    |           |                                     |                          |      |    |                                   |
| 4  | مدافع     | Erik Simonyan                       | ۱۲ ژوئن ۲۰۰۳ ‏(۲۱ سال)    | 8    | 1  | بی‌کی‌ام‌ای ایروان                   |
| 5  | مدافع     | Norayr Nikoghosyan                  | ۹ مارس ۲۰۰۲ ‏(۲۳ سال)     | 2    | 0  | بی‌کی‌ام‌ای ایروان                   |
| 3  | مدافع     | Hamlet Mnatsakanyan                 | ۲۱ اوت ۲۰۰۲ ‏(۲۲ سال)     | 3    | 0  | باشگاه فوتبال شیراک               |
| 14 | مدافع     | Aventis Aventisian                  | ۱۷ اوت ۲۰۰۲ ‏(۲۲ سال)     | 2    | 0  | باشگاه فوتبال گو اهد ایگلز        |
|    | مدافع     | Andranik Hakobyan                   | ۱۰ آوریل ۲۰۰۵ ‏(۱۹ سال)   | 0    | 0  | باشگاه فوتبال الچه                |
|    | مدافع     | Armen Sargsyan                      | ۲۰ فوریهٔ ۲۰۰۴ ‏(۲۱ سال)   | 0    | 0  | بی‌کی‌ام‌ای ایروان                   |
| 23 | مدافع     | Sergey Muradyan                     | ۲۷ اوت ۲۰۰۴ ‏(۲۰ سال)     | 2    | 0  | باشگاه فوتبال نوآ                 |
|    | مدافع     | Yuri Martirosyan                    | ۸ ژوئن ۲۰۰۳ ‏(۲۱ سال)     | 0    | 0  | West Armenia                      |
|    |           |                                     |                          |      |    |                                   |
| 11 | هافبک     | Narek Alaverdyan (کاپیتان (فوتبال)) | ۱۹ فوریهٔ ۲۰۰۲ ‏(۲۳ سال)   | 11   | 0  | بی‌کی‌ام‌ای ایروان                   |
| 22 | هافبک     | Narek Hovhannisyan                  | ۱۱ ژوئن ۲۰۰۲ ‏(۲۲ سال)    | 0    | 0  | Van                               |
| 10 | هافبک     | Gevorg Tarakhchyan                  | ۱۵ مارس ۲۰۰۲ ‏(۲۳ سال)    | 10   | 1  | باشگاه فوتبال اورارتو             |
| 7  | هافبک     | Karen Nalbandyan                    | ۱۴ آوریل ۲۰۰۲ ‏(۲۲ سال)   | 5    | 0  | باشگاه فوتبال آلاشکرت             |
| 9  | هافبک     | Levon Vardanyan                     | ۲ نوامبر ۲۰۰۳ ‏(۲۱ سال)   | 4    | 0  | باشگاه فوتبال پیونیک              |
| 21 | هافبک     | Serob Galstyan                      | ۲۳ سپتامبر ۲۰۰۲ ‏(۲۲ سال) | 0    | 0  | باشگاه فوتبال آرارات ایروان       |
| 18 | هافبک     | Levon Darbinyan                     | ۲۴ ژانویهٔ ۲۰۰۲ ‏(۲۳ سال)  | 0    | 0  | باشگاه فوتبال شیراک               |
| 20 | هافبک     | تیگران آوانسیان                     | ۱۳ آوریل ۲۰۰۲ ‏(۲۲ سال)   | 1    | 0  | باشگاه فوتبال بالتیکا کالینینگراد |
| 15 | هافبک     | تارون ایسکندریان                    | ۱۹ مارس ۲۰۰۲ ‏(۲۲ سال)    | 3    | 0  | Real Monarchs                     |
| 19 | هافبک     | Narek Manukyan                      | ۱۹ دسامبر ۲۰۰۳ ‏(۲۱ سال)  | 2    | 0  | بی‌کی‌ام‌ای ایروان                   |
|    | هافبک     | Hamlet Sargsyan                     | ۲۰ مهٔ ۲۰۰۴ ‏(۲۰ سال)      | 0    | 0  | بی‌کی‌ام‌ای ایروان                   |
|    |           |                                     |                          |      |    |                                   |
| 6  | مهاجم     | ادوارد باگرینتسف                    | ۱۳ ژانویهٔ ۲۰۰۳ ‏(۲۲ سال)  | 0    | 0  | FC Krasnodar-2                    |
| 8  | مهاجم     | Edgar Piloyan                       | ۱۱ ژوئیهٔ ۲۰۰۴ ‏(۲۰ سال)   | 3    | 0  | FC Krasnodar-2                    |
| 17 | مهاجم     | Hamlet Minasyan                     | ۱۵ ژانویهٔ ۲۰۰۳ ‏(۲۲ سال)  | 0    | 0  | باشگاه فوتبال آرارات ایروان       |

### Recent call-ups
Players that have been called up within the past 12 months.
| پست       | نام بازیکن           | تاریخ تولد (سن)         | بازی‌ | گل‌ | باشگاه                            | آخرین دعوت                     |
| --------- | -------------------- | ----------------------- | ---- | -- | --------------------------------- | ------------------------------ |
| دروازه‌بان | Rafael Manasyan      | ۲۲ مهٔ ۲۰۰۳ ‏(۲۱ سال)     | 0    | 0  | Ararat-Armenia                    | v. مونته‌نگرو, ۱۲ سپتامبر ۲۰۲۳  |
|           |                      |                         |      |    |                                   |                                |
| مدافع     | Ruben Abrahamyan     | ۷ اوت ۲۰۰۳ ‏(۲۱ سال)     | 1    | 0  | بی‌کی‌ام‌ای ایروان                   | v. مقدونیه شمالی, ۱۵ ژوئن ۲۰۲۳ |
| مدافع     | Khariton Ayvazyan    | ۸ نوامبر ۲۰۰۳ ‏(۲۱ سال)  | 2    | 0  | باشگاه فوتبال اورارتو             | v. مقدونیه شمالی, ۱۵ ژوئن ۲۰۲۳ |
| مدافع     | Artemiy Gunko        | ۶ آوریل ۲۰۰۴ ‏(۲۰ سال)   | 0    | 0  | باشگاه فوتبال اسپارتاک مسکو       | v. مقدونیه شمالی, ۱۵ ژوئن ۲۰۲۳ |
| مدافع     | Tigran Kachiyan      | ۶ ژانویهٔ ۲۰۰۵ ‏(۲۰ سال)  | 0    | 0  | باشگاه فوتبال خیمکی               | v. مقدونیه شمالی, ۱۵ ژوئن ۲۰۲۳ |
|           |                      |                         |      |    |                                   |                                |
| هافبک     | Robert Baghramyan    | ۲۹ ژوئن ۲۰۰۲ ‏(۲۲ سال)   | 1    | 0  | باشگاه فوتبال نوآ                 | v. مقدونیه شمالی, ۱۵ ژوئن ۲۰۲۳ |
| هافبک     | گور مانوئلیان        | ۹ آوریل ۲۰۰۲ ‏(۲۲ سال)   | 2    | 0  | باشگاه فوتبال نوآ                 | v. مونته‌نگرو, ۱۲ سپتامبر ۲۰۲۳  |
| هافبک     | Misak Hakobyan       | ۱۱ ژوئن ۲۰۰۴ ‏(۲۰ سال)   | 9    | 0  | بی‌کی‌ام‌ای ایروان                   | v. مونته‌نگرو, ۱۲ سپتامبر ۲۰۲۳  |
| هافبک     | پاول گورلوف          | ۲۲ ژانویهٔ ۲۰۰۳ ‏(۲۲ سال) | 1    | 0  | باشگاه فوتبال کاماز نابرژنیه چلنی | v. مقدونیه شمالی, ۱۵ ژوئن ۲۰۲۳ |
| هافبک     | Ruben Tigran Yesayan | ۱۴ فوریهٔ ۲۰۰۲ ‏(۲۳ سال)  | 0    | 0  | بی‌کی‌ام‌ای ایروان                   | v. مقدونیه شمالی, ۱۵ ژوئن ۲۰۲۳ |
| هافبک     | Gor Lulukyan         | ۲ ژانویهٔ ۲۰۰۳ ‏(۲۲ سال)  | 0    | 0  | بی‌کی‌ام‌ای ایروان                   | v. مقدونیه شمالی, ۱۵ ژوئن ۲۰۲۳ |
|           |                      |                         |      |    |                                   |                                |
| مهاجم     | Nicholas Kaloukian   | ۱۴ آوریل ۲۰۰۲ ‏(۲۲ سال)  | 1    | 1  | Syracuse                          | v. مقدونیه شمالی, ۱۵ ژوئن ۲۰۲۳ |

|}

## مربیان
- اوگانس زانازانیان
- سامول پتروسیان - از سپتامبر ۱۹۹۴-
- آرمن گیولبوداغیان
- آندرانیک آدامیان
- میهای استویتسا - از ۲۰۰۳-اوت ۲۰۰۴
- واردان میناسیان - از اوت ۲۰۰۴–۲۰۰۷
- واروژان سوکیاسیان
- فلمینگ سریسلف - از مارس ۲۰۰۹-سپتامبر ۲۰۱۰
- رافائل نازاریان - از ۲۰۱۱–۲۲ اکتبر ۲۰۱۳
- آبراهام خاشمانیان - ۲۲ اکتبر ۲۰۱۳–۳۰ نوامبر ۲۰۱۴
- سارگیس هوسپیان - ۱ دسامبر ۲۰۱۴–۵ ژوئن ۲۰۱۵
- آرتاک اوسیان - ۶ ژوئن ۲۰۱۵–۲۶ نوامبر ۲۰۱۵
- کارن بارسقیان - ۱۲ ژانویه ۲۰۱۶–۳۰ ژوئن ۲۰۱۷
- آرتور ووسکانیان - ۱ مه ۲۰۱۷–۳۰ ژوئن ۲۰۱۸
- آرمن گیولبوداغیان - ۱ ژوئیه ۲۰۱۸–۶ اکتبر ۲۰۱۸
- آنتونیو خسوس فلورس - ۱ مه ۲۰۱۹ -